# Fito & Fitipaldis
Fito & Fitipaldis es un grupo musical español de rock and roll creado en 1997, por Fito Cabrales, de Platero y Tú. Inicialmente surgió como un proyecto paralelo que Cabrales decidió continuar tras la disolución de su anterior banda. Las ventas de la banda llevaron al grupo a recibir el Disco de Diamante por vender más de un millón de discos en octubre de 2007. Hasta octubre de 2014 las ventas superaron los 1,6 millones de discos vendidos.

## Historia

### Inicios (1997-2000)
Adolfo “Fito” Cabrales, vocalista y guitarrista de Platero y Tú, comenzó en 1997 a dar forma a un proyecto paralelo para dar salida a composiciones que no encajaban con el sonido más duro y eléctrico de su banda principal. Este nuevo grupo, Fito & Fitipaldis, le permitió explorar géneros como el rockabilly, el rhythm and blues, el swing, el jazz y sonoridades del sur de Estados Unidos.
Fito es descrito por compañeros y prensa como un músico hiperactivo, que entre ensayos y giras buscaba cualquier ocasión para tocar. Tras conciertos, prolongaba la noche en bares, a veces hasta altas horas en la habitación de hotel, lo que le llevó a encontrarse con músicos que acabarían integrándose en la banda. En una de esas sesiones improvisadas, un asistente se unió con un bajo eléctrico; poco después llegaron Txus Alday (guitarra, ex-The Flying Rebollos), Miguel Colino (bajo), Polako (batería, ex-Zer Bizio?) y el percusionista Arturo García. El primer concierto oficial tuvo lugar en el bar Umore Ona, donde el nombre “Fito & Fitipaldis” se adoptó por propuesta de Polako.
En esta etapa, Iñaki Antón (“Uoho”), compañero de Fito en Platero y Tú, propuso grabar las canciones que el grupo interpretaba. Así nació A puerta cerrada, registrado en diciembre de 1997 y publicado el 23 de octubre de 1998, retrasando su lanzamiento para no coincidir con la gira de Platero y Tú.El disco, producido por Antón, contó con la participación de Javier Alzola (saxofón) y Arturo García (percusión), y se grabó en apenas una semana, tocando todos a la vez y repitiendo lo mínimo necesario.
El álbum presenta un estilo acústico e intimista, con pinceladas de swing y blues, y ha sido descrito como “un Platero y Tú acústico” por su sencillez instrumental y letras introspectivas, más íntimas que las que Fito solía presentar en su banda principal. Entre sus canciones más destacadas se encuentran “Rojitas las orejas” —su primer sencillo—, “Mirando al cielo”, “Trapos sucios” y “Trozos de cristal” junto a Robe. El repertorio, directo y sin adornos innecesarios, fue bien recibido por la crítica, que valoró su honestidad y urgencia creativa.
La presentación de A puerta cerrada comenzó en noviembre de 1998 con actuaciones en salas pequeñas, aunque en 1999 la banda se incorporó como telonera de Extremoduro, lo que amplió su audiencia. Al final de la gira, el álbum había vendido unas 35 000 copias, y con el tiempo obtuvo la certificación de doble disco de platino.

### Segunda formación (2001-2005)

#### Evolución musical
Mientras se terminaban las actuaciones de la última gira de Platero y Tú en 2001 se publicó ‘Los sueños locos’, el segundo disco de la banda. En 2002 se publicó una edición especial del álbum con varios temas en directo. En este segundo disco volvieron a aparecer las guitarras eléctricas y el rock and roll, aunque ya con un estilo muy personal que Fito había ido desarrollando durante los últimos años. Una de las características del proyecto en solitario del artista fue la conjugación de múltiples estilos y sonidos, lo que le permitió llegar a un público más amplio. A la postre también conseguirían ser Disco de Platino con este trabajo.
También (y paralelamente) en 2001, año de publicación de ‘Los sueños locos’, Fito participó junto a Iñaki ‘Uoho’ Antón y Roberto Iniesta en el proyecto ‘Extrechinato y tú’, donde, a iniciativa del propio Robe, se publicó el disco ‘Poesía básica’ (que venían grabando desde 1999) con las letras del poeta Manolo Chinato. Fito fue una de las partes capitales del proyecto, grabando las voces junto a Robe, las guitarras junto a ‘Uoho’ y aportando composiciones propias. ‘Poesía básica’ se convirtió en Disco de Oro.

##### Primeros pasos al éxito
La aceptación del proyecto en solitario de Fito fue muy positiva así que Fito ofreció una entrevista ante la prensa en la que confirmó que abandonaba Platero y Tú (y como consecuencia, se disolvió la banda) para volcarse de pleno en los Fitipaldis.
En 2003 Fito & Fitipaldis sacaron a la luz ‘Lo más lejos a tu lado’, su tercer disco de estudio. Las radiofórmulas empiezan a pinchar canciones como ‘La casa por el tejado’ o ‘Soldadito marinero’ - y el disco supone la consolidación de la banda en el panorama nacional (el álbum consiguiría hasta el Triple Disco de Platino en 2009). En agosto de 2004 Fito & Fitipaldis ofrecieron un concierto gratuito en fiestas de Bilbao ante cerca de 70 000 personas. El concierto quedó registrado en ‘Vivo... para contarlo’, un CD+DVD en directo que consiguió el Disco de Platino. El nombre del álbum lo sugirió Andrés Calamaro.

### Expansión y Éxitos (2005–2021)
Fue en 2005 cuando el periodista Darío Vico (Rolling Stone, El País) publicó el libro de conversaciones Cultura de bar, en el que Fito habla sin tapujos y da un amplio repaso a su trayectoria desde los comienzos hasta dicho momento.
En septiembre de 2006, se publicó "Por la boca vive el pez", el cuarto trabajo de estudio de Fito & Fitipaldis. El disco pasa a ser Doble Disco de Platino en tan solo quince días, y ocupa el n.º1 de discos más vendidos en España durante varias semanas. Fito recibió los premios a ‘Mejor canción’ y ‘Mejor Álbum de Rock’ en los Premios de la Música y las ventas alcanzan el Triple Platino.
En noviembre de 2006 se inició la gira de presentación del álbum. Cuando la gira concluye en diciembre de 2007 se habían realizado más de cien conciertos, con una asistencia global de más de 700.000 espectadores.
En medio de la gira de ‘Por la boca vive el pez’, en verano de 2007, Fito montó una minigira de cinco conciertos llamada "Dos son multitud", en la que comparte escenario, repertorio y músicos con Andrés Calamaro. Posteriormente se editó un CD+DVD con el directo de la gira. En diciembre de 2007 la experiencia tuvo continuidad al invitar Andrés Calamaro a Fito & Fitipaldis a girar con él en cinco conciertos por Latinoamérica. 
En 2008 recibe el Disco de Diamante por la venta de más de un millón de discos al frente de los Fitipaldis, su libro autobiográfico Soy todo lo que me pasa es lanzado el 8 de abril del mismo año, Los Secretos lo invitan a tocar en su concierto de aniversario y el Ayuntamiento de su Bilbao natal lo nombra ‘Ilustre de Bilbao’.
En 2009 Fito se plantó con nuevas canciones y diseñó unos ligeros cambios: repitió con la producción de Joe Blaney y el apoyo guitarrero del Fitipaldi Carlos Raya pero eligió Landas (estudios Du Manoir del sur de Francia) como lugar en el que grabar su nuevo repertorio y confió la base rítmica en dos míticos y veteranos instrumentistas (el baterista Pete “The Attractions” Thomas y el bajista Andy Hess). De allí salió el quinto disco (de estudio) de Fito & Fitipaldis. El álbum, titulado "Antes de que cuente diez", salió a la venta el 15 de septiembre.
Antes, Fito Cabrales, recogió en Barcelona el Premio Ondas 2009 al "Mejor Artista Nacional" al tiempo que Dani Griffin y Alejandro `Boli´ Climent se incorporaron como nuevos Fitipaldis en sustitución del baterista José `Niño´Bruno y del bajista Candy Caramelo, respectivamente, y el 6 de noviembre de 2009, Fito & Fitipaldis arrancó en Santander la gira `Antes de que cuente diez´, la cual finalizó el 30 de diciembre de 2010 con setenta y tres conciertos.
Además, el parón vacacional del verano (junio, julio y agosto) sirvió para protagonizar dos nuevas experiencias en la trayectoria de Fito & Fitipaldis como fueron los conciertos de Londres (17 de agosto) y Shanghái (China, 22 de agosto).

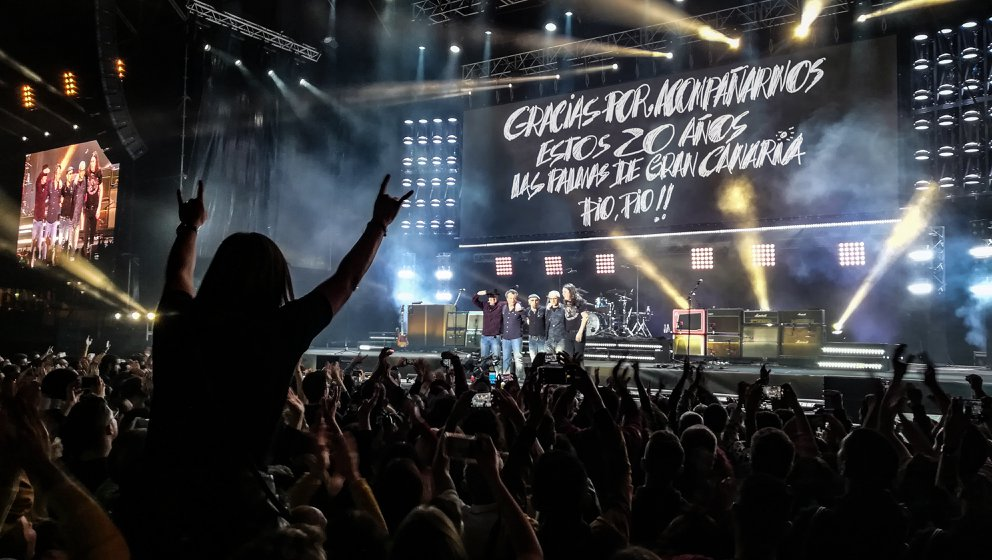
Concierto en Las Palmas

En otoño de 2012, la banda decidió realizar la Gira de teatros que recorre todo el país y agotó las localidades en la mayoría de lugares de España. La intención de la banda fue disponer de un aforo más limitado para poder recuperar temas antiguos y poder interpretarlos de una forma acústica, y reinventar algunos temas nuevos. Así, el 4 de marzo de 2014 se publicó un doble CD + DVD grabado en directo en los conciertos benéficos que ofreció la banda el pasado mes de octubre de 2013 en el Teatro Arriaga de Bilbao.
El 28 de octubre de 2014, Fito lanzó Huyendo conmigo de mí, sexto álbum de estudio de la banda que mantiene el estilo característico de Fito fusionando rock, blues y pop. El disco fue bien recibido por la crítica y el público, alcanzando el número 1 en las listas de ventas en España y obteniendo la certificación de triple disco de platino por más de 120,000 copias vendidas. Presentó con una extensa gira por España, además de pasar por Argentina, Chile y Uruguay.
El 10 de noviembre de 2017, se lanzó el recopilatorio Fitografía, un disco recopilatorio con más de cincuenta temas, en el que repasa toda su trayectoria, incluyendo una versión de Entre dos mares de Platero y tú. En marzo de 2018, empezó la gira por España titulada 20 años, 20 ciudades.

### Actualidad y Proyectos Recientes (2021–Presente)
Siete años después de su último álbum de estudio, en septiembre de 2021, presentó Cada vez cadáver, el séptimo disco de la banda. El álbum mantiene el estilo característico de Fito & Fitipaldis, fusionando rock, blues y pop. Las letras de Fito Cabrales son introspectivas, abordando temas como el paso del tiempo, la vida y la muerte, reflejados en el título del álbum.
Después del lanzamiento, Fito & Fitipaldis emprendieron una gira por toda España en 2022, que fue un gran éxito. En esa gira, Fito compartió escenario con artistas invitados como Morgan, una banda de soul-rock que también ganó notoriedad.
El 11 de junio de 2022, Fito & Fitipaldis ofrecieron un concierto histórico en el estadio de San Mamés en Bilbao, como parte de su gira "Cada vez cadáver Tour". Ante más de 46.000 personas, la banda brindó una actuación inolvidable que se extendió por casi dos horas y media. La noche contó con la participación de varios artistas destacados como Dani Martín, Leiva, Morgan, Carlos Tarque y Iñaki "Uoho" Antón, el excompañero de Fito en Platero y Tú, en el que participó en "Hay poco rock and roll" y "El roce de tu cuerpo". El concierto fue transmitido en directo por ETB2, Radio Euskadi, eitb.eus y RTVE, alcanzando una audiencia media de 728.000 telespectadores en todo el Estado.
Durante su gira Cada vez cadáver en 2022, Fito & Fitipaldis se convirtió en el artista español con mayor poder de convocatoria, reuniendo a casi 330.000 asistentes en 27 conciertos, de los cuales 13 fueron con entradas agotadas. Esta cifra superó a otros artistas destacados como Alejandro Sanz, que reunió a 288.000 personas en 16 conciertos, y Manuel Carrasco, con 260.800 asistentes en 19 conciertos.

## Componentes
- Adolfo "Fito" Cabrales: Voz principal, guitarra eléctrica y acústica y líder.
- Javier Alzola: Saxofón. (1998-)
- Joserra Senperena: Teclados, hammond y piano. (2001-)
- Carlos Raya: Guitarra eléctrica, slide y pedal steel (2006-)
- Alejandro "Boli" Climent: Bajo. (2009-)
- Daniel Griffin: Batería. (2009-2021)
- Coqui Giménez: Batería. (2021-)

### Ex componentes
Miembros del grupo durante el periodo 1997-2001:
- Txus Alday: Guitarra.
- Miguel Colino: Bajo.
- Cheva: Batería.
- Ortuño: Percusión.
- Gino Pavone: Percusión.
- Mario Larrinaga: piano y teclados.

Miembros del grupo durante el periodo 2001-2005:
- José Alberto Batiz: Guitarra.
- Roberto Caballero: Bajo.
- Ricardo Cantera: Batería.
- Chema "Animal" Pérez: Batería.
- Fernan Irazoki: Batería.

Miembros del grupo durante el periodo 2006-2008:
- José "El niño" Bruno: Batería.
- Candy Caramelo: Bajo y coros.

## Discografía
- A puerta cerrada (1998)
- Los sueños locos (2001)
- Lo más lejos a tu lado (2003)
- Por la boca vive el pez (2006)
- Antes de que cuente diez (2009)
- Huyendo conmigo de mí (2014)
- Cada vez cadáver (2021)
- El monte de los aullidos (2025)

### Versiones
Fito & Fitipaldis, incluye en cada disco de estudio, una versión de otro grupo o cantante en español:
| Año  | Disco                    | Canción                              | Artista             |
| ---- | ------------------------ | ------------------------------------ | ------------------- |
| 1998 | A puerta cerrada         | Quiero beber hasta perder el control | Los Secretos        |
| 2001 | Los sueños locos         | Para toda la vida, Mientras tanto    | Flaco Jiménez, Leño |
| 2003 | Lo más lejos a tu lado   | Quiero ser una estrella              | Los Rebeldes        |
| 2006 | Por la boca vive el pez  | Deltoya                              | Extremoduro         |
| 2009 | Antes de que cuente diez | Todo a cien                          | La Cabra Mecánica   |
| 2014 | Huyendo conmigo de mí    | Nos ocupamos del mar                 | Javier Krahe        |
| 2017 | Fitografía               | Entre dos mares                      | Platero y Tú        |
| 2021 | Cada vez cadáver         | Transporte                           | Jorge Drexler       |

## Premios y nominaciones
| Año  | Resultado | Categoría                            | Premio                 |
| ---- | --------- | ------------------------------------ | ---------------------- |
| 2007 | Ganador   | Mejor canción                        | Premios de la música   |
| 2007 | Ganador   | Mejor álbum de rock                  | Premios de la música   |
| 2008 | Ganador   | Mejor gira                           | Premios de la música   |
| 2009 | Ganador   | Mejor artista nacional               | Premios Ondas          |
| 2009 | Nominado  | Mejor álbum de rock                  | Premios de la música   |
| 2009 | Ganador   | Mejor producción musical audiovisual | Premios de la música   |
| 2009 | Ganador   | Mejor artista solista                | Premios 40 Principales |
| 2010 | Ganador   | Mejor canción                        | Premios de la música   |
| 2010 | Nominado  | Mejor álbum                          | Premios de la música   |
| 2010 | Ganador   | Mejor álbum de rock                  | Premios de la música   |
| 2010 | Nominado  | Mejor producción musical audiovisual | Premios de la música   |
| 2011 | Ganador   | Mejor Vídeo Musical                  | Premios de la música   |
| 2015 | Nominado  | Mejor canción de rock                | Grammy Latinos         |
| 2015 | Ganador   | Mejor artista del año                | Premios Ondas          |
| 2015 | Ganador   | Mejor grupo de rock español          | Premios 40 Principales |
| 2022 | Nominado  | Álbum del año                        | Premios Odeón          |
| 2022 | Ganador   | Mejor álbum rock                     | Premios Odeón          |
| 2022 | Nominado  | Artista Odeón Rock                   | Premios Odeón          |
| 2022 | Nominado  | Mejor álbum de rock                  | Grammy Latinos         |
| 2023 | Ganador   | Gira del Año                         | Premios Odeón          |

## Influencias

### Musicales
Fito & Fitipaldis se caracteriza por un estilo musical ecléctico que fusiona géneros como rock and roll, blues, soul, swing, pop y rock urbano español, creando un sonido propio y accesible. Las influencias de su líder, Adolfo "Fito" Cabrales, provienen del rock clásico, 
el hard rock y el rock and roll, inspirándose en bandas como Leño, AC/DC, The Rolling Stones, Status Quo y John Fogerty.
Con la formación de Fito & Fitipaldis en 1998, el grupo comenzó a explorar un estilo más experimental, incorporando influencias de géneros como el rockabilly, el rhythm & blues, el soul y el jazz, a la vez que rendían homenaje a artistas del rock en español como Los Secretos y Los Rebeldes. Su estilo lírico se caracteriza por un lenguaje coloquial y poético, abordando temas universales como el amor, la nostalgia, el paso del tiempo y la superación personal.

## Reconocimientos

### Industria
Fito es uno de los grupos de rock más influyentes en la industria española. Muchos famosos, han hablado de lo que les ha influenciado la banda escuchando sus canciones. Artistas como Estopa, Camilo, Alejandro Moya, Angy Fernández, Dani Martín, Manuel Carrasco, Leiva, Kutxi Romero, Lichis, Fernando Madina (Reincidentes), Albert Rivera, Melendi, o El Gran Wyoming entre otros, han mencionado al grupo español como una inspiración o han elogiado su música.

### Disco de Diamante
En octubre de 2007, Fito & Fitipaldis fueron galardonados con el Disco de Diamante por haber vendido más de un millón de discos a lo largo de su carrera. Este reconocimiento fue entregado en un acto celebrado en la sede de la Sociedad General de Autores y Editores (SGAE) en Madrid, donde el músico Quique González, amigo cercano de la banda, tuvo el honor de otorgarles el premio.

### Concierto en Royal Albert Hall

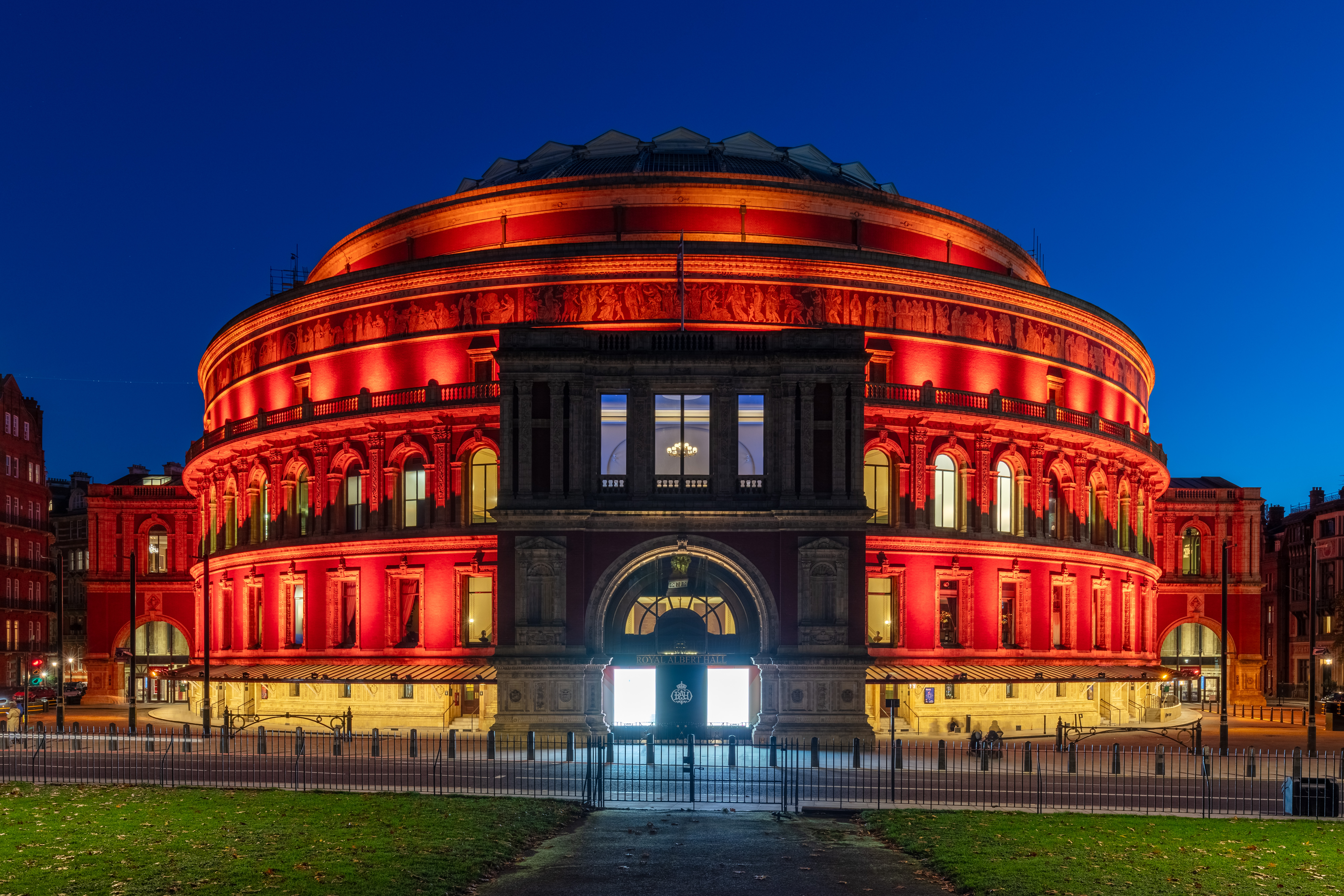
Royal Albert Hall, Londres

Fito & Fitipaldis concluyeron su gira "20 años, 20 ciudades" con un concierto en el Royal Albert Hall de Londres el 16 de septiembre de 2018. Este evento marcó un hito en la carrera de la banda, al convertirse en la primera agrupación de rock española en presentarse en uno de los recintos más prestigiosos del mundo. El concierto contó con una selección de sus éxitos más reconocidos, incluyendo "Siempre estoy soñando", "Un buen castigo" y "Por la boca vive el pez". La actuación fue bien recibida por el público, consolidando la presencia internacional de la banda.

## Giras
- 2025/2026: Aullidos tour 25/26.
- 2022: Cada Vez Cadáver Tour 2022.